# Walk of Ideas
Walk of Ideas (deutsch Ideengang oder Spaziergang der Ideen) war eine künstlerische Veranstaltungsreihe zur Fußball-Weltmeisterschaft 2006, die unter dem Motto „Ein Spaziergang durch Ideen aus Deutschland“ einen Kunstboulevard im Berliner Bezirk Mitte bildete. Zwischen Mai und September 2006 sollten sechs Plastiken den deutschen Erfindungsreichtum repräsentieren.
Auf der Internetseite „Deutschland – Land der Ideen“ heißt es dazu: „Die Skulpturen symbolisieren den Ideenreichtum und Erfindergeist von Komponisten und Literaten, Wissenschaftlern und Forschern, Ingenieuren und Tüftlern aus Deutschland.“ Die Aufstellung der künstlerisch umstrittenen Werke erfolgte zwischen dem 10. März und 19. Mai 2006, der Abbau zwischen dem 29. September und dem 4. Oktober 2006.

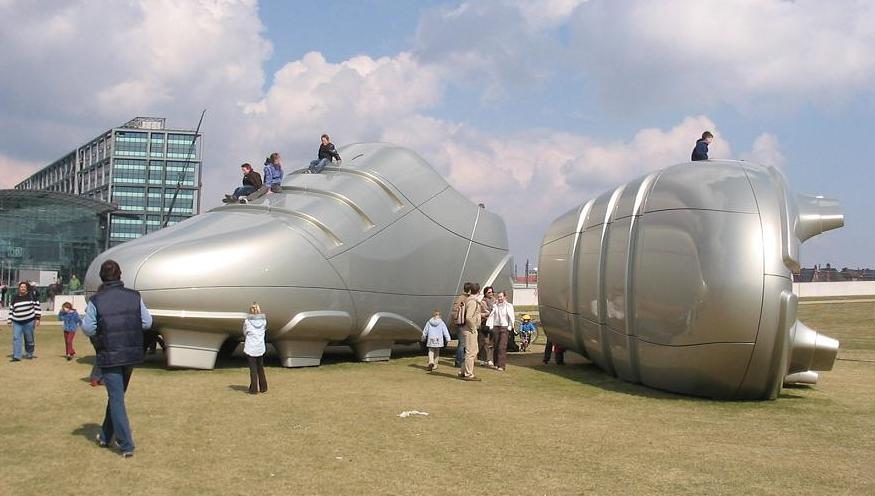
Plastik Der moderne Fußballschuh

## Hintergrund und allgemeine Daten
Der „Skulpturenboulevard“ war ein zentraler Bestandteil der Initiative Deutschland – Land der Ideen, die unter der Schirmherrschaft von Bundespräsident Horst Köhler als gemeinsame Image- und Standortinitiative der deutschen Bundesregierung und der deutschen Wirtschaft, vertreten durch den Bundesverband der Deutschen Industrie (BDI), im In- und Ausland ein positives Deutschlandbild vermitteln soll.
Das Corporate Design der Kampagne sowie das Design der Plastiken wurde von der Berliner Designagentur Scholz & Friends Identify erdacht und umgesetzt. Die Agentur wurde mehrfach international für diese Kampagne ausgezeichnet – z. B. mit dem begehrten EVA Award 2006.
Die Plastiken standen auf zentralen Plätzen der Berliner Innenstadt wie dem Bebelplatz oder dem Gendarmenmarkt. Zu den Enthüllungen fanden kleine Feiern statt, auf denen Politiker, Mitglieder der Initiative oder Vertreter der beteiligten Firmen Eröffnungsreden hielten. Die erste Enthüllung erfolgte am 10. März 2006 mit der Plastik Der moderne Fußballschuh im Spreebogenpark, den Abschluss bildete die Übergabe der Plastik Relativitätstheorie am 19. Mai 2006 im Lustgarten. Im Herbst 2006 wurden die Figuren wieder abgebaut. Eine Plastik, Das Automobil, ging auf Reisen nach München – die Verwendung oder Verwertung der restlichen Werke ist unklar.

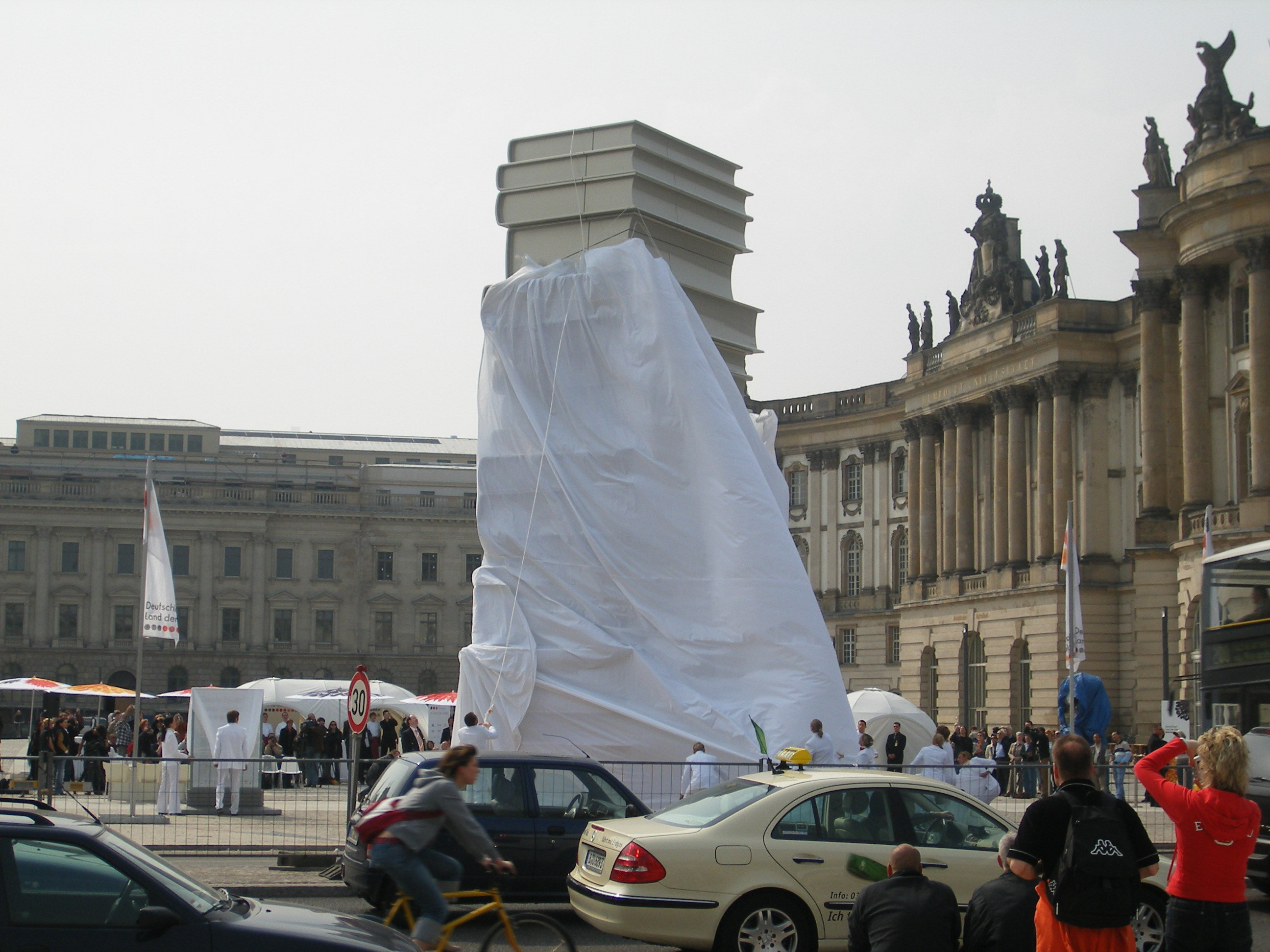
Enthüllung der Plastik Der moderne Buchdruck

Die Gesamtkosten von der Planung bis zur Realisierung lagen pro Figur zwischen 300.000 und 350.000 Euro. Die Herstellung sämtlicher Plastiken erfolgte aus dem modernen Kunststoff Neopor und ihre Beschichtung mit einem gleißenden weißen Speziallack. Ihre Produktionszeit lag bei jeweils rund zwei Monaten, die Endmontage auf den Plätzen nahm bis zu drei Tage in Anspruch.
An jedem Objekt auf dem Wanderweg durch die deutsche Forschungslandschaft und Kulturgeschichte gaben Informationstafeln in Deutsch und Englisch ausführlich Aufschluss über ihre Symbolik.
Überblick über sämtliche Plastiken:
- Der moderne Fußballschuh im Spreebogenpark (Enthüllung am 10. März 2006)
- Meilensteine der Medizin am Friedrich-Ebert-Platz (27. März)
- Das Automobil am Brandenburger Tor (6. April), Ende Mai auf den Schlossplatz umgesetzt, Anfang Juni umgesetzt an den Bundespressestrand.
- Der moderne Buchdruck am Bebelplatz (21. April)
- Meisterwerke der Musik am Gendarmenmarkt (5. Mai)
- Die Relativitätstheorie am Lustgarten (19. Mai)

Über die künstlerische Gestaltung der Objekte liegen keine genauen Daten vor. Die Initiative Deutschland – Land der Ideen bleibt in ihren Angaben sehr allgemein. Die Meilensteine der Medizin haben danach beispielsweise „junge Künstler in Abstimmung mit der Bayer AG entworfen“. Die Entwürfe für die drei letzten Plastiken stammen von „jungen Designern der Agentur Scholz & Friends“. Zu dem Objekt Das Automobil gibt es die Angabe, das Design stamme von Audi.

## Sechs Plastiken

### Der moderne Fußballschuh

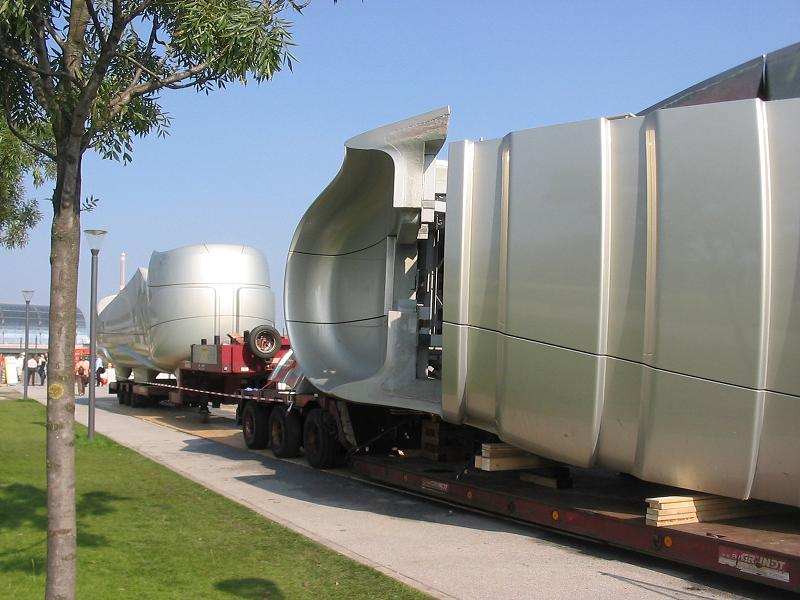
Abbau September 2006

Am 10. März 2006 enthüllten die Initiatoren des „Skulpturenboulevards“ im Spreebogenpark gegenüber dem neuen Hauptbahnhof die erste Plastik. Der moderne Fußballschuh, der von der Firma EDAG GmbH & Co. KGaA in Fulda gebaut wurde, stellte ein Paar des Fußballschuhs dar, der auf eine Entwicklung der Familie Dassler zurückgeht.
Im Jahr 1953 fertigte Adi Dassler einen sportgerätetechnisch revolutionären Schraubstollenschuh an, der erstmals über ein auswechselbares Stollensystem aus Kunststoff verfügte. Die deutsche Fußballnationalmannschaft spielte bei ihrem WM-Sieg 1954 in Bern mit diesen Schuhen, die nicht unwesentlich zum Erfolg beigetragen haben sollen. Dies gab dem ehemaligen Bundesminister des Innern und Mitglied des Initiativenbeirats Otto Schily bei der Enthüllungsfeier die Hoffnung für die bevorstehende WM 2006: „Vielleicht [hat] ja Adidas auch für diese WM noch eine ‚Geheimwaffe‘ in petto.“
Jeder Schuh hatte eine Länge von 14 Metern, war 4,5 Meter hoch und wog rund 20 Tonnen. Da es am 10. März 2006 in Berlin für diese Jahreszeit ungewöhnlich viel Schnee gab, stellte sich der Spreebogenpark bei der feierlichen Enthüllung eher als Schnee- und Skiparadies denn als grüne Fußballwiese dar.

### Meilensteine der Medizin

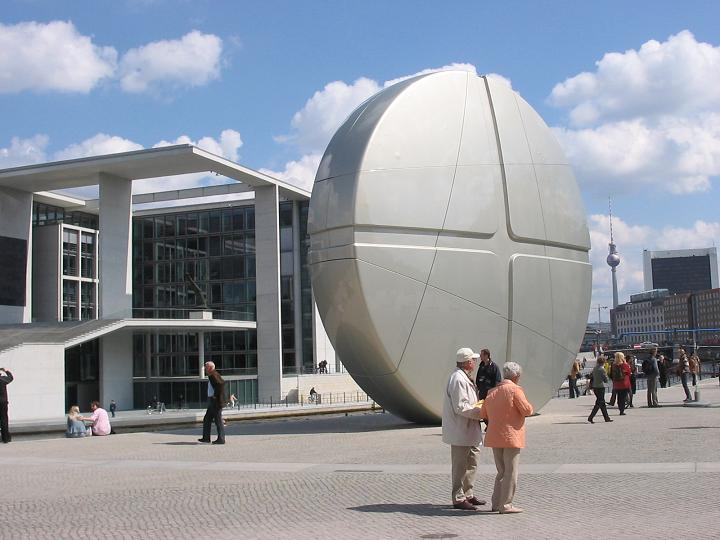
„Meilensteine der Medizin“, links Marie-Elisabeth-Lüders-Haus

Die feierliche Einweihung für die Plastik Meilensteine der Medizin fand am 30. März 2006 auf dem Friedrich-Ebert-Platz statt, der östlich neben dem Reichstag liegt. Sie hatte die Form einer Tablette und stand mit einem Durchmesser von zehn Metern unübersehbar auf der neuen Uferpromenade an der Spree gegenüber dem Marie-Elisabeth-Lüders-Haus mit der Parlamentsbibliothek. Die Verankerung der 25 Tonnen schweren Plastik erfolgte unter dem Pflaster mit einem 4,20 × 4,20 × 1,00 Meter umfassenden Stahlfundament.
Das Monument sollte bahnbrechende Arzneimittelforschungen beispielsweise von Felix Hoffmann, Robert Koch, Emil Adolf von Behring, Paul Ehrlich oder Gerhard Domagk symbolisieren. 1897 gelang es dem Apotheker und Chemiker Felix Hoffmann, Acetylsalicylsäure (kurz ASS) in chemisch reiner, stabiler und verträglicher Form aufzubereiten. Zwei Jahre später kam das Produkt unter dem Namen Aspirin® auf den Markt und bildet heute den Wirkstoff vieler weiterer Schmerztabletten. 1950 kam Aspirin® als meistverkauftes Schmerzmittel in das Guinness-Buch der Rekorde.
Die Riesentablette am Spreeufer sollte ferner an medizinische Geräte wie das Röntgengerät oder den Herzkatheter erinnern, die, wie auch die Dialyse, deutsche Entwicklungen sind. Nicht zuletzt kennzeichnete die Tablette Deutschland als einen der weltweit nach wie vor führenden Pharma- und Medizintechnikstandorte.

### Das Automobil

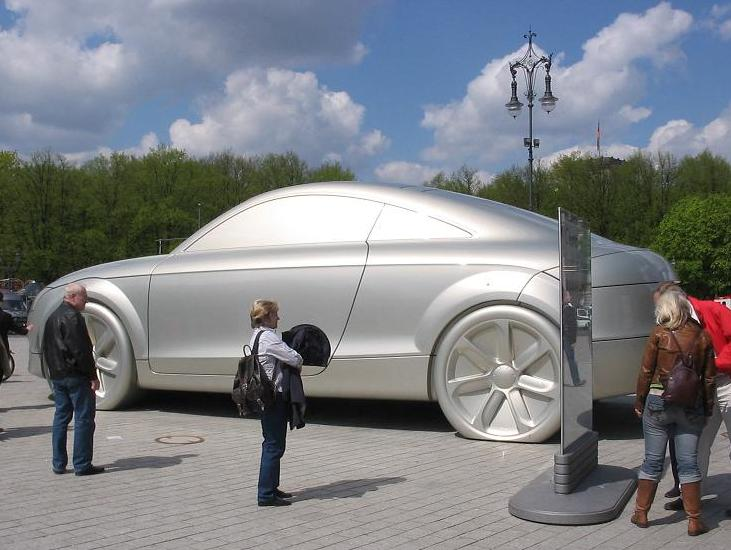
Das Automobil

Das Automobil hat eine Länge von 10,2 Metern, eine Höhe von 3,25 Metern und eine Breite von 4,5 Metern bei einem Gewicht von über zehn Tonnen. Die Plastik besteht aus einer Stahlskelettkonstruktion mit 16 Schalensegmenten, 1000 Quadratmetern Glasfaserlaminat und 120 Kubikmetern Neoporschaum. Das Design erstellte Audi. Mehr als 100 Personen arbeiteten an dem Objekt von der Planung bis zur Konstruktion und Produktion. Die Enthüllungsfeier am 6. April 2006 auf der Westseite des Brandenburger Tors stieß auf eine vergleichsweise große Resonanz. Neben dem Regierenden Bürgermeister Klaus Wowereit nahmen 600 Gäste und 100 Fotografen, TV-Teams und weitere Journalisten an dem Fest teil. Ende Mai 2006 wurde die Plastik auf den Schlossplatz verlegt, um der Fanmeile vor dem Brandenburger Tor Platz zu machen.
Kurze Zeit später zog sie für wenige Tage zum Kapelle-Ufer, um die Premierengäste zur Eröffnung des MediaClubs am Bundespressestrand zu empfangen. Danach fand die Plastik Platz im Tiergarten, nahe der Siegessäule. Am 25. August 2006 ging das Automobil auf eine internationale Tournee mit der ersten Station Flughafen München zwischen den Terminals eins und zwei. In München sollte es bis zum 19. September 2006 bleiben. Seit Juli 2009 steht Das Automobil in Ingolstadt.
Laut einer Pressemitteilung der Imagekampagne „Deutschland – Land der Ideen“ wurde die Plastik am 18. November 2006, am Vorabend der Messe „Auto China 2006“, von Martin Winterkorn vor dem Geschäftszentrum „Oriental Plaza“ in Peking enthüllt. Dort war Das Automobil rund vier Wochen lang zu besichtigen. Rund 250 geladene Gäste, darunter chinesische Persönlichkeiten des öffentlichen Lebens aus Sport, Kultur und Gesellschaft, waren bei der Enthüllung anwesend und verfolgten die laut Pressemitteilung „spektakuläre Show“. Während für die Fahrten nach Berlin und nach München ein „normaler“ Schwertransport mit Polizeibegleitung ausreichte, musste für die Luftreise nach Peking das größte Transportflugzeug – eine Antonow An-124 – gechartert werden.
Auf dem Bild, das die Audi AG der Pressemitteilung beifügte, ist auf dem stilisierten Kühlergrill der Plastik das Logo des Fahrzeugherstellers zu sehen. Im Rahmen des Walk of Ideas in Berlin war kein Logo auf dem Objekt angebracht. Trotzdem ist Das Automobil als Audi TT 8J zu erkennen, welcher kurz danach Premiere feierte.
Die Namen bedeutender Autokonstrukteure wie August Horch, Carl Benz, Gottlieb Daimler, Ferdinand Porsche oder Rudolf Diesel, der Erfinder des Dieselmotors, sollen mit der Plastik verbunden werden.
Über die gleichfalls deutsche Erfindung, das Motorrad, soll das Objekt eine Brücke schlagen bis zu einem innovativen Transportmittel der Gegenwart, der Magnetbahn. 1984 fand in Berlin der erste Versuchsbetrieb für das spurgebundene Verkehrssystem auf eigenem Fahrweg statt, das zwischen 1989 und 1991 im Passagierbetrieb eingesetzt wurde.

### Der moderne Buchdruck

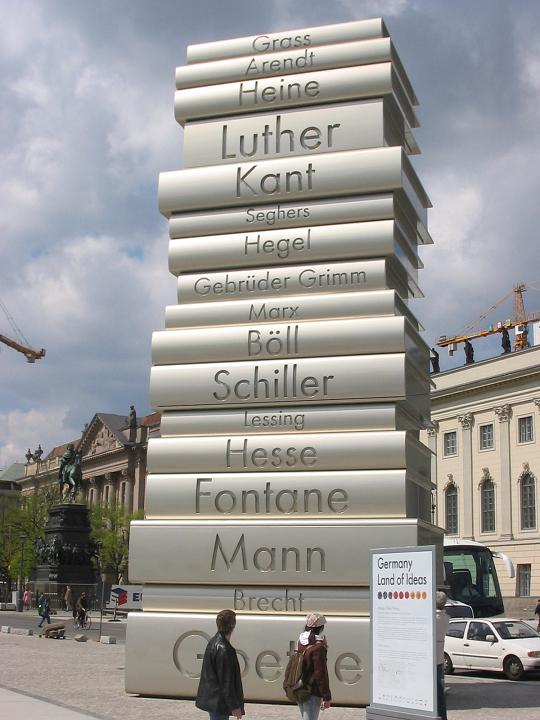
Der moderne Buchdruck

Die Aufstellung der Plastik Der moderne Buchdruck erfolgte am 21. April 2006 auf dem Bebelplatz gegenüber der Humboldt-Universität. Die Konstruktion dieses 12,20 Meter hohen Objekts an der Straße Unter den Linden dauerte drei Tage. Eine Stahlkonstruktion hielt 17 Schalensegmente mit unterschiedlichen Größen zusammen, wobei jedes Segment als einzelnes Buch angeordnet war. Einschließlich der stabilisierenden Beschwerung wog der Turm 35 Tonnen.
Die gestapelten 17 Bücher trugen auf dem Rücken Namen deutscher Dichter und Schriftsteller und ruhten auf Goethe als unterstem Buch. Sie erinnerten an Johannes Gutenberg, der um 1450 in Mainz den modernen Buchdruck erfand und mit der Gutenberg-Bibel den ersten „Bestseller“ der Geschichte produzierte. Von den ursprünglich rund 180 Exemplaren der ersten Auflage existieren nach derzeitigem Kenntnisstand noch 49 Stück.

### Meisterwerke der Musik

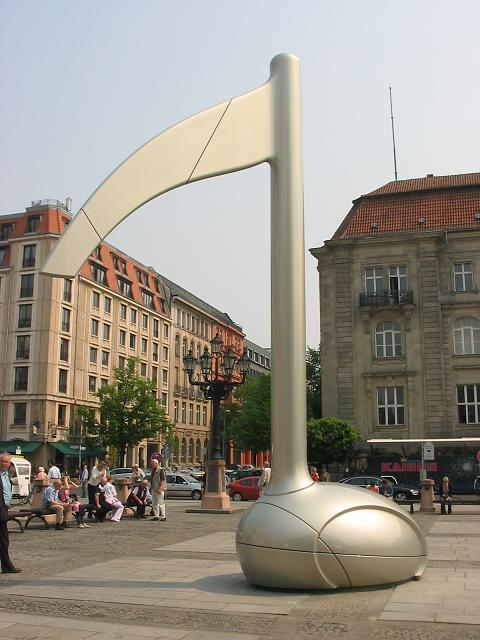
Meisterwerke der Musik, eine von insgesamt sechs Noten

Die Plastik Meisterwerke der Musik bestand aus sechs einzelnen Noten, drei Achtel- und drei Viertelnoten. Jede Note war 8,10 Meter hoch, 5,4 Meter lang und 2,1 Meter breit und wog – mit „Fähnchen“ – 8,6 Tonnen. Laut Mitteilung der Homepage „Land der Ideen“ stellten die Noten „aus statischen und geometrischen Gründen die mit Abstand komplizierteste Konstruktion aller sechs Designobjekte des ‚Walk of Ideas‘.“ dar. Die Montage und Aufrichtung der Einzelteile, der Notenköpfe und Notenhälse erfolgte am 5. Mai 2006 auf dem Gendarmenmarkt mit einem Kran.

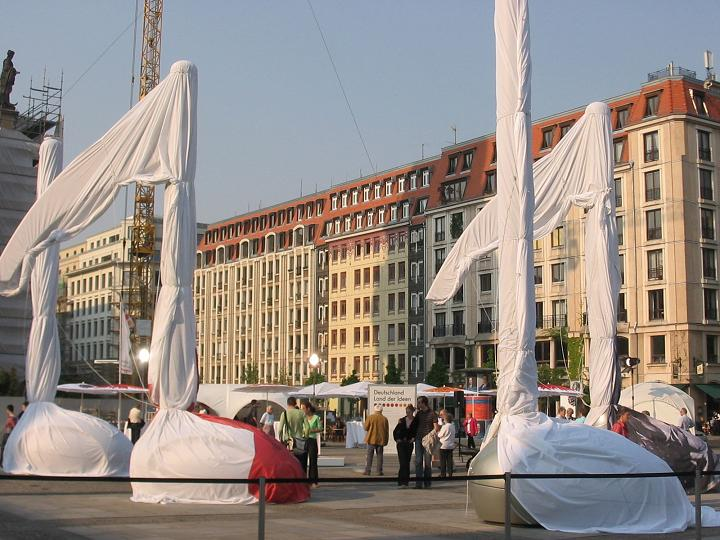
Meisterwerke der Musik, kurz vor der Enthüllung

Die Noten sollten für das Musikland Deutschland stehen – für Komponisten wie Bach, Beethoven, Brahms oder Wagner, für Pioniere wie Stockhausen und für Interpreten wie Anne-Sophie Mutter. Das kompositorische Schaffen enthält neben dem Ernst geistlicher Musik oder bedeutungsschwerer symphonischer Wucht eine Vielzahl heiterer Elemente. Bach skizzierte beispielsweise in der Kaffeekantate humorvoll-ironisch eine Szene aus dem bürgerlichen Leben der Leipziger.

### Relativitätstheorie

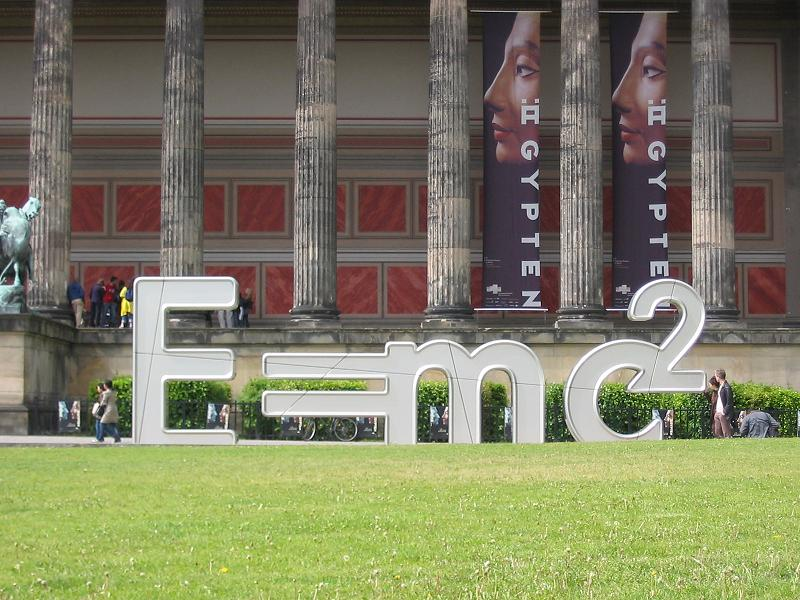
Relativitätstheorie, Formel zur Energie der ruhenden Masse vor dem Alten Museum von Schinkel

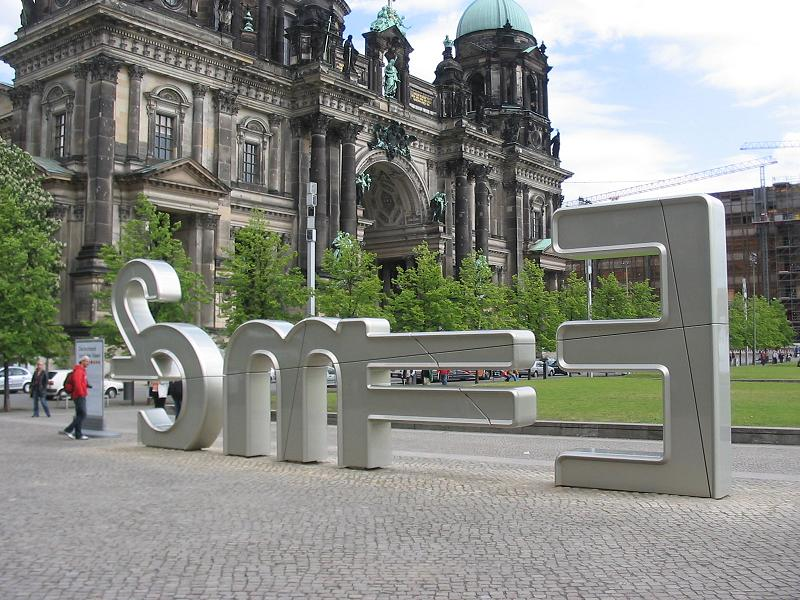
Relativitätstheorie von hinten, mit Berliner Dom

Die letzte Plastik stellt die wohl bekannteste Gleichung der Physik dar. Sie gehört zu den umwälzenden Arbeiten Albert Einsteins zur Relativitätstheorie. 1905 begründete er mit seiner Arbeit „Zur Elektrodynamik bewegter Körper“ die Spezielle Relativitätstheorie, die das Verständnis von Raum und Zeit revolutionierte. 1915 publizierte er die Allgemeine Relativitätstheorie, in der die Krümmung der Raumzeit Gravitation bewirkt.
Albert Einstein gilt heute für viele als Inbegriff des Forschers und Genies. Er nutzte seine Bekanntheit auch außerhalb der naturwissenschaftlichen Fachwelt bei seinem Einsatz für Völkerverständigung und Frieden. In diesem Zusammenhang verstand er sich selbst als Pazifist, Sozialist und Zionist.
Das Objekt bestand aus drei Segmenten, wog zehn Tonnen, war zwölf Meter lang und vier Meter hoch. Die feierliche Übergabe an die Berliner fand am 19. Mai 2006 auf der Museumsinsel im Lustgarten statt.

## Rezeption

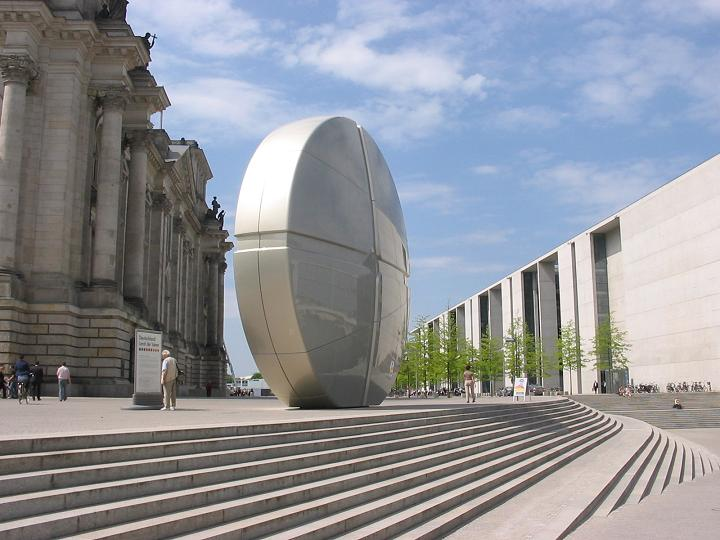
Zwischen Reichstag und Paul-Löbe-Haus: dringend benötigter Schub für das deutsche Selbstvertrauen (CNN)

### Weltweite Resonanz
Die internationalen Medien nahmen die Initiative wahr und griffen die Motive des „Walk of Ideas“ auf. CNN berichtete am 5. Mai 2006 ausführlich über den Kampagnenansatz. Das Fazit von CNN-Reporter Chris Burns: „Für ein Deutschland, das lange eine Flaute mit hoher Arbeitslosigkeit durchmachte, ist die Weltmeisterschaft und diese Kampagne ein dringend benötigter Schub für das Selbstvertrauen.“ Die britische Tageszeitung The Times hatte bereits am 15. April 2006 das „Land der Ideen“ kommentiert: „Die Deutschen wenden sich ab von ihrem traditionellen Pessimismus und werden euphorisch über ihr eigenes Land. Pop-Songs sind erfüllt mit nationalem Selbstbewusstsein. Eine neue Marketingkampagne verkauft Deutschland als ein Land der Ideen. Das Berliner Stadtbild quillt über vor glänzenden, metallischen Skulpturen, die Deutschlands größte Erfindungen darstellen: von überdimensionalen Aspirintabletten bis zu riesigen Adidas-Fußballschuhen.“

### Produktwerbung

Zweifelnder Blick vom Schiller-Denkmal über Notenbäuche und Notenhälse

Einige der Plastiken des Walk of Ideas waren erkennbare Konzernprodukte und in ihrer künstlerischen Ästhetik umstritten. Die Berliner Zeitung ärgerte sich unter dem Titel Ideenloses Land der Ideen über die platte Produkt-Reklame.
Die taz schrieb am 21. April 2006 unter der Überschrift Konzerne machen Berlin zum Rummelplatz:

„Das Konzerninteresse wird dabei kaum kaschiert. Ein paar Meter vor dem Brandenburger Tor steht ein Auto aus Plastik, das ein aktuelles Audi-Modell kopiert. Im Regierungsviertel liegen Stollenschuhe, die drei Streifen zieren. Eine Texttafel lobt den Erfindungsreichtum von Adolf Dassler, dem Adidas-Gründer. Hinter dem Reichstag macht sich eine überdimensionierte Tablette mit stililisiertem Bayer-Kreuz breit. Die Sprecherin der Initiative, Steffi Würzig, räumt ‚eine sehr große Ähnlichkeit‘ mit den Produkten ein. Linkspartei-Chef Lederer wird deutlicher: ‚Das Stadtbild wird von einer Skulpturengalerie der Großkonzerne degradiert‘.“

### Der deutsche Schubert

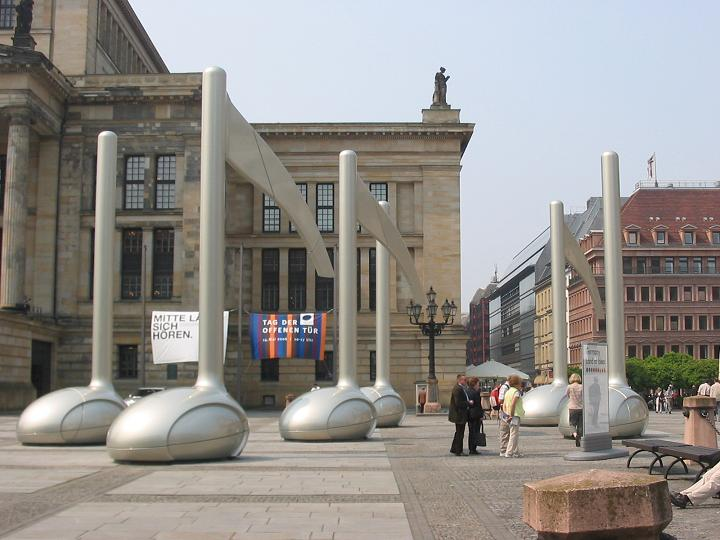
Meisterwerke der Musik vor dem Konzerthaus von Schinkel

Bei Plastiken wie dem Buchdruck, der Relativitätstheorie oder den musikalischen Meilensteinen, die abgesehen von den ständigen Hinweisen auf die Herstellung aus dem BASF-Stoff Neopor® der Konzernwerbung eher unverdächtig sind, sorgten eine Zeit lang fehlerhafte Texte für Verwirrung. So erklärten die Informationstafel und die Internetseite zum Objekt Meisterwerke der Musik den Österreicher Franz Schubert in einer Reihe von sechs genannten Komponisten zu einem deutschen Musiker. Den Fehler haben die Designer inzwischen korrigiert.